# Bobrovec (potok)
Bobrovec je potok na horní Oravě, v území okresu Námestovo. Původně se jednalo o pravostranný přítok Černé Oravy a v současnosti ústí do Oravské přehrady. Měří 4,3 km a je tokem V. řádu.

## Pramen
Pramení v Podbeskydskej vrchovině na severovýchodním svahu Bobrovského grúňa (692,8 m n. m.) v nadmořské výšce cca 675 m n. m..

## Popis toku
Nejprve teče jihovýchodním směrem, vstupuje do Oravské kotliny a zprava přibírá přítok z jihovýchodního svahu Bobrovského grúňa. Následně protéká bažinatý územím s rozsáhlými rašeliništi, zleva přibírá Mlynský potok, který se odpojuje od hlavního koryta Poľanového Kriváňa a potok se stáčí severojižním směrem. Po přibrání krátkého levostranného přítoku pramenícího východně od Bobrova se stáčí na jihozápad a protéká zmíněnou obcí. Ústí do vodní nádrže Orava jihozápadně od obce v nadmořské výšce přibližně 600 m n. m..

## Jiné názvy
- Bobrovecký potok
- Bobrov